# Рота поліції «Січеслав»
Рота «Січеслав» — спецпідрозділ патрульної служби поліції особливого призначення Головного управління Національної поліції в Дніпропетровській області.

## Історія
14 квітня 2014 року в Запоріжській області, для захисту України від збройної агресії РФ, на базі козацької організації РГО «Новокодацька сотня Кодацької паланки війська Запорозького низового» був створений добровольчий батальйон «Січеслав». В червні того ж року батальйон був підпорядкований  ГУ МВС України в Дніпропетровській області. Пізніше до батальйону приєдналися і інші козацькі організації — Верхньодніпровська та Старо-Самарьська сотні Кодацької паланки, Інгульська паланка та інші козацькі формування.
Після підпорядкування МВС батальйон було переведено в Дніпропетровську область для захисту м. Дніпро. До основних задань батальйону на той час відносилися затримання сепаратистів на під'їздах до м. Дніпра, створення системи захисту міста та області від терористичної загрози (формування системи блок-постів та єдиної дислокації формування), участь у антитерористичних операціях, що проводилися Службою безпеки України.
В 2015 році після прийняття Закону України «Про Національну поліцію» батальйон було переведено в структуру Національної поліції Дніпропетровської області, а його чисельність була оптимізована до розміру роти.
В період з 2014 по 2024 роки бійці роти займалися охороною громадської безпеки в м. Дніпро, а також у взаємодії із Збройними силами України іивонували бойові завдання по знешкодженню збройних формувань РФ поблизу Мар'їнки, Красногорівки, Авдіївки, Торецька, Новгородського, Світлодарська та інших населених пунктів Донецької області.
Від почату повномасштабного вторгнення РФ, що почалося 24 лютого 2022 року, поліцейські різних служб, в тому числі і підрозділів особливого призначення всіх областей України встали до оборони і захисту держави. Бійці роти патрульної служби поліції особливого призначення «Січеслав» не стали винятком та активно виконували завдання по захисту України від російських загарбників.
В квітні 2024 року реагуючи на одиничний та неприпустимий факт, що мав місце у Дніпропетровській області (відмова одного із спецпідрозділів виконувати завдання із оборони держави), керівництвом Національної поліції було прийняте рішення про розформування підрозділів поліції особливого призначення ГУНП в Дніпропетровській області, та всі спецпризначенці були переведені до штурмової бригади Національної поліції «Лють» в порядку ст. 65 Закону України «Про Національну поліцію».

## Командування
- 2014 — підполковник міліції Портянко Владислав Григорович.[2][3]
- 2015 — Микола Вишневецький,[джерело?] В.о.
- 2016 — Василь Федорович Бойко.[джерело?]